# نوال 95
ألبوم نوال 95 هو أحد ألبومات الفنانة نوال الكويتية واحتوى على ثمانية أغاني وقد صدر في عام 1995.

## قائمة الأغاني
1. «عرفت قدري»
2. «يا تجيني»
3. «يا منية الروح»
4. «يامل قلبي»
5. «وينك حبيبي»
6. «لولا المحبة»
7. «إنت العذاب»
8. «إللي جرحني»